# Josef Bartoš (fotbalista)
Josef Bartoš (* 27. dubna 1955) je bývalý český fotbalista, záložník.

## Fotbalová kariéra
V československé lize hrál za Bohemians Praha. Nastoupil ve 20 ligových utkáních a dal 3 góly. Všechny ligové góly vstřelil v jednom utkání do sítě Sparty. Do Bohemians přišel z Benešova.

## Ligová bilance
| Ročník                                   | Zápasy | Góly | Klub            |
| ---------------------------------------- | ------ | ---- | --------------- |
| 1. československá fotbalová liga 1977/78 | 14     | 3    | Bohemians Praha |
| 1. československá fotbalová liga 1978/79 | 6      | 0    | Bohemians Praha |
| CELKEM                                   | 20     | 3    |                 |